# Phlomis chorassanica
Phlomis chorassanica là một loài thực vật có hoa trong họ Hoa môi. Loài này được Bunge miêu tả khoa học đầu tiên năm 1873.